# Воскресенское викариатство
Воскресе́нское викариа́тство — викариатство Московской епархии Русской православной церкви. Поименовано по городу Воскресенску Московской области.

## История
В 1927—1931 годы существовало Воскресенское викариатство, и поименованное по Воскресенску-на-Истре (ныне город Истра Московской области).
Решением Священного Синода от 22 марта 2011 года викариатство учреждено, теперь уже именуясь по городу Воскресенску. Епископы Воскресенские служат в Москве и являются викариями Патриарха Московского и всея Руси.

## Архиереи
- Серафим (Глушаков) (22 — 30 мая 2011)
- Савва (Михеев) (11 июля 2011 — 14 июля 2018)
- Дионисий (Порубай) (28 декабря 2018 — 11 октября 2023)
- Григорий (Петров) (с 11 октября 2023)